# Alexandra Selzer
Alexandra Selzer (* 1995) ist eine deutsche Leichtathletin, die sich auf Langsprints und Staffelläufe spezialisiert hat. Ihr bislang größter Erfolg ist der Titelgewinn bei den Deutschen Hallenmeisterschaften 2017 mit der 4-mal-200-Meter-Staffel.

## Sportliche Laufbahn
Durch eine Talentsichtungsmaßnahme kam Alexandra Selzer vom Hockey auf die Laufbahn. Aber obwohl sie als Teenager gerne lief, mochte sie keine Wettkämpfe.
2010 führte sie die U16-Bestenliste beim 800-Meter-Lauf an.
2012 belegte Selzer jeweils den 2. Platz in der U18-Bestenliste beim 800- und beim 400-Meter-Lauf.
2013 erreichte sie über die 400 Meter den 6. Platz bei den Deutschen Hallenmeisterschaften und den 7. Platz bei den Deutschen Jugendmeisterschaften bei den U18.
Ihren ersten Titel in der Erwachsenenklasse holte Selzer 2017 mit der Staffel über 4-mal 200 Meter in persönlicher Bestzeit von 1:35,41 min bei den Deutschen Hallenmeisterschaften.

## Vereinszugehörigkeit
Seit 2017 startet Alexandra Selzer für die LG Olympia Dortmund. Ihr Stammverein ist der TSC Eintracht Dortmund. Zuvor war sie bis Ende 2016 bei der DJK Rheinkraft Neuss, den sie aus Protest verließ.

## Bestleistungen
(Stand: 2. März 2017)

Halle
- 060 m: 8,03 s (Dortmund, 1. Februar 2015)
- 400 m: 55,26 s (Dortmund, 24. Februar 2013)
- 800 m: 2:14,93 min (Dortmund, 21. Januar 2017)
- 4 × 200 m: 1:35,41 min (Leipzig 19. Februar 2017)

Freiluft
- 100 m: 12,60 s (+1,6) (Kaarst, 31. Mai 2014)
- 200 m: 24,90 s (−0,5) (Bottrop, 19. Juli 2013)
- 400 m: 54,68 (Mönchengladbach, 21. Juli 2012)
- 800 m: 2:10,10 min (Rhede, 7. Juni 2012)

## Erfolge
national
- 2012: Deutsche U18-Vizemeisterin (400 m)
- 2013: 6. Platz Deutsche Hallenmeisterschaften (400 m)
- 2013: 7. Platz Deutsche U18-Meisterschaften (400 m)
- 2017: Deutsche Hallenmeisterin (4 × 200 m)